# 蘇格納曼區
35°53′45″N 6°23′23″E / 35.8957°N 6.3896°E
蘇格納曼區（阿拉伯语：‎），是阿爾及利亞的行政區，位於該國東北部，由烏姆布瓦吉省負責管轄，首府設於蘇格納曼，面積534平方公里，2008年人口38,168，人口密度每平方公里71人。